# Antonio Pettigrew
Antonio Pettigrew (Macon (Georgia), Estados Unidos, 3 de noviembre de 1967) fue un atleta estadounidense, especializado en la prueba de 400 m en la que llegó a ser campeón mundial en 1991.

## Carrera deportiva
En el Mundial de Tokio 1991 ganó la medalla de oro en los 400 metros, con un tiempo de 44.57 segundos, llegando a meta por delante del británico Roger Black y del estadounidense Danny Everett.